# Edmond Djitangar
Goetbé Edmond Djitangar (Bekoro, 2 novembre 1952) è un arcivescovo cattolico ciadiano, dal 20 agosto 2016 arcivescovo metropolita di N'Djamena.

## Biografia
Goetbé Edmond Djitangar è nato il 2 novembre 1952 a Bekoro, regione del Logone Orientale e prefettura apostolica di Moundou (oggi nella diocesi di Doba), nell'allora Africa Equatoriale Francese (oggi nella parte meridionale del Repubblica del Ciad).

### Formazione e ministero sacerdotale
Dopo aver completato la formazione primaria presso la "Ecole Saint Francois Régis Maro" a Chari nel 1964, ha deciso di seguire la sua vocazione al sacerdozio e si è quindi iscritto al seminario minore "Saint Pierre de Fort-Archambault" a Sarh, conseguendo il diploma nel 1971.
Lo stesso anno è partito per il Camerun, dove ha continuato gli studi in filosofia e teologia presso il seminario maggiore interstatale di Nkolbisson, nell'omonimo quartiere della capitale Yaoundé, dove è rimasto un anno; nel 1972 si è poi iscritto al seminario maggiore "Saint Pierre Claver" a Koumi, in Burkina Faso, rimanendovi per sei anni.
Al termine del percorso di studi, ha ricevuto l'ordinazione sacerdotale il 30 dicembre 1978, ventiseienne, incardinandosi come presbitero della diocesi di Sarh. Poco dopo gli è stato assegnato il primo incarico pastorale come parroco della parrocchia di San Giovanni Battista a Koumogo per un triennio.
Nel 1981 si è trasferito a Roma, in Italia, per studiare presso il Pontificio Istituto Biblico, dove ha conseguito la licenza in Sacra Scrittura dopo quattro anni. Al suo rientro in Ciad, oltre a svolgere il servizio pastorale in diverse parrocchie, dal 1985 al 1988 è stato docente di Sacra Scrittura al seminario "San Luca" a Bakara, svolgendo poi il ruolo di direttore del Centro diocesano di formazione per i catechisti a Rakena fino al 1990 ed infine è stato vicario generale della diocesi di Sarh fino alla sua promozione all'episcopato.

### Ministero episcopale
L'11 ottobre 1991 papa Giovanni Paolo II lo ha nominato, appena trentottenne, vescovo di Sarh; è succeduto a Matthias N'Gartéri Mayadi, trasferito alla sede di Moundou l'11 giugno 1990. Ha ricevuto la consacrazione episcopale il 2 febbraio 1992, nella cattedrale dell'Immacolata Concezione a Sarh, per imposizione delle mani del cardinale Jozef Tomko, prefetto della Congregazione per l'evangelizzazione dei popoli, avendo come co-consacranti i due predecessori N'Gartéri Mayadi ed Henri Véniat, S.I.; ha preso possesso della diocesi durante la stessa cerimonia. Come suo motto episcopale ha scelto Regnat Deus, che tradotto vuol dire "Dio regna".
Il 21 settembre 2006 si è recato in Vaticano, assieme agli altri membri dell'episcopato ciadiano, per la visita ad limina apostolorum, allo scopo di discutere con il pontefice della situazione e dei problemi relativi alla sua diocesi.
Il 23 settembre 2009 papa Benedetto XVI lo ha chiamato a prendere parte come segretario speciale alla II assemblea speciale per l'Africa del Sinodo dei vescovi, svoltasi nella Città del Vaticano dal 4 al 25 ottobre dello stesso anno, con tema La Chiesa in Africa a servizio della riconciliazione, della giustizia e della pace. "Voi siete il sale della terra ... Voi siete la luce del mondo" (Mt 5, 13.14).
Il 2 ottobre 2014 ha compiuto una seconda visita ad limina in Vaticano.
Nel maggio 2016 è stato eletto presidente della Conferenza episcopale del Ciad, succedendo a Jean-Claude Bouchard, vescovo di Pala.
Il 20 agosto 2016 papa Francesco lo ha promosso, sessantatreenne, arcivescovo metropolita di N'Djamena; è succeduto a Matthias N'Gartéri Mayadi, deceduto il 19 novembre 2013. Ha preso possesso dell'arcidiocesi durante una celebrazione svoltasi nella cattedrale di Nostra Signora N'Djamena il 15 ottobre seguente. Il 29 giugno 2017, giorno della solennità dei Santi Pietro e Paolo, si è recato nella basilica di San Pietro in Vaticano, dove il papa gli ha consegnato il pallio, simbolo di comunione tra il metropolita e la Santa Sede, che gli è stato imposto in una cerimonia successiva.
Dal 24 luglio 2022 è anche presidente dell'Associazione delle conferenze episcopali della Regione dell'Africa centrale.

## Genealogia episcopale e successione apostolica
La genealogia episcopale è:
- Cardinale Scipione Rebiba
- Cardinale Giulio Antonio Santori
- Cardinale Girolamo Bernerio, O.P.
- Arcivescovo Galeazzo Sanvitale
- Cardinale Ludovico Ludovisi
- Cardinale Luigi Caetani
- Cardinale Ulderico Carpegna
- Cardinale Paluzzo Paluzzi Altieri degli Albertoni
- Papa Benedetto XIII
- Papa Benedetto XIV
- Papa Clemente XIII
- Cardinale Enrico Benedetto Stuart
- Papa Leone XII
- Cardinale Chiarissimo Falconieri Mellini
- Cardinale Camillo Di Pietro
- Cardinale Mieczysław Halka Ledóchowski
- Cardinale Jan Maurycy Paweł Puzyna de Kosielsko
- Arcivescovo Józef Bilczewski
- Arcivescovo Bolesław Twardowski
- Arcivescovo Eugeniusz Baziak
- Papa Giovanni Paolo II
- Cardinale Jozef Tomko
- Arcivescovo Goetbé Edmond Djitangar

La successione apostolica è:
- Vescovo Samuel Mbairabé Tibingar (2023)